# 景徳伝灯録
『景徳伝灯録』（けいとくでんとうろく、旧字体:景德傳燈錄、全30巻）は、中国北宋代に道原によって編纂された、禅宗を代表する灯史。
過去七仏から天台徳韶門下に至る禅僧その他僧侶の伝記を収録している。多くの禅僧の伝記を収録しているため、俗に「1,700人の公案」と呼ばれているが、実際に伝のあるものは965人である。
景徳元年（1004年）に道原が朝廷に上呈し、楊億等の校正を経て1011年に続蔵に入蔵を許されて天下に流布するようになったため、年号をとって『景徳伝灯録』と呼ばれるようになった。これ以降、中国禅宗では燈史の刊行が相次ぎ、それはやがて公案へと発展した。『景徳伝灯録』は現在もなお、禅宗を研究する上で代表的な資料であり、必ず学ぶべきものとされるが、内容には必ずしも史実とは限らない部分もある。
なお、撰者に関しては、元々は拱辰が編集したが、朝廷に提出する旅の途中で道原に横取りされて提出されてしまったとする説があるが、中国の仏教学者陳垣によって否定されている。

## 内容
全30巻の内容は次の通りである。
1. 釈迦を含む過去七仏から西天14祖の龍樹まで
2. 西天15祖の迦那提婆から西天27祖の般若多羅まで
3. 菩提達磨から東土五祖の弘忍まで
4. 四祖道信傍流の牛頭宗及び、北宗神秀など南宗以外の僧
5. 六祖慧能門下。荷沢神会、南嶽懐譲、青原行思、慧忠国師など
6. 南嶽門下。馬祖道一など。及び、馬祖門下。百丈懐海など
7. 馬祖門下の続き。西堂智蔵、塩官斉安、帰宗智常など
8. 馬祖門下の続き。南泉普願など
9. 百丈門下。潙山霊祐、黄檗希運、福州大安など
10. 南泉門下。趙州従諗など。及び、白居易など
11. 潙山門下。仰山慧寂、香厳智閑、王敬初など
12. 黄檗門下。臨済義玄、裴休など。及び、仰山門下
13. 南嶽系統。風穴延沼、首山省念など
14. 青原門下。石頭希遷。及び、石頭門下。天皇道悟、丹霞天然、雲巌曇晟、投子大同など
15. 青原三世。徳山宣鑑、石霜慶諸、洞山良价、夾山善会など
16. 徳山門下。巌頭全奯、雪峰義存など。及び、石霜門下。九峰道虔など
17. 洞山門下。雲居道膺、曹山本寂など
18. 雪峰門下。玄沙師備、長慶慧稜、鏡清道怤など
19. 雪峰門下の続き。保福従展、雲門文偃など
20. 雲居門下。及び、曹山門下。育王弘通など
21. 玄沙門下。羅漢桂琛など
22. 雪峰三世。
23. 雲門門下。
24. 羅漢門下。法眼文益など
25. 法眼門下。天台徳韶など
26. 法眼門下の続き
27. 禅宗以外の参禅者。宝誌、傅翕、南嶽慧思、智顗、僧伽、萬迴、豊干寒山拾得、布袋。及び、短い問答
28. 長い問答
29. 偈頌
30. 銘・歌・書

## テキスト
- 『東禅寺版　景徳伝灯録』（禅文化研究所）　古版
- 『四部叢刊』第104巻、第105巻
- 『高麗本　景徳伝灯録』（中文出版社）
- 『大正新脩大蔵経』第51巻「史伝部」3　元版
- 『中華大蔵経』景徳伝灯録　金版
- 『景徳伝灯録』（新文豊出版公司）　民国常甯寺本

上記のように、テキストには諸版あり、その校訂だけでも1つの研究分野を為し得、これまでに数多くの研究成果が公表されている。